# Anthophora flabellata
Anthophora flabellata är en biart som beskrevs av Hermann Priesner 1957. Den ingår i släktet pälsbin och familjen långtungebin. Inga underarter finns listade i Catalogue of Life.

## Beskrivning
Ett bi med svart grundfärg; dock hos hanen med stora delar av ansiktet gult. Käkarna och benen är hos båda könen rödbruna. Huvudet har vit behåring, mer utbrett hos hanen. Mellankroppen har gulgrå päls, delvis uppblandade med svarta hår. Hanarna har de fyra första tergiterna (ovansidans bakkroppssegment) klädda med gulgrå päls, tergit 4 dock bara på sidorna. I bakkanterna har tergit 2 till 4 tunna, vita hårband, tergit 4 endast på sidorna. Honan har blekgul päls, uppblandad med svarta hår på mellankroppen. Tergit 1 och 2 har rödbrun–gråaktig päls, tergit svart sådan. Tergit 1 till 4 har samma typ av tunna, vita hårband som hanen, medan tergit 5 har ett brett, rött till rödbrund hårband på segmentets bakdel. Hanen är mellan 13 och 15 mm lång, honan 13 till 14,5 mm.

## Ekologi och utbredning
Som alla i släktet är Anthophora flabellata ett solitärt bi och en skicklig flygare som föredrar torrare klimat. I Egypten lever arten i ökenområden, där den flyger mellan mars och april. I Israel, där den är mindre vanligt förekommande, har den påträffats tidigt i april, bland annat på snokörten Echium rauwolfii.

## Utbredning
Anthophora flabellata förekommer i Egypten och Israel.